# Jean-Pierre Dantan

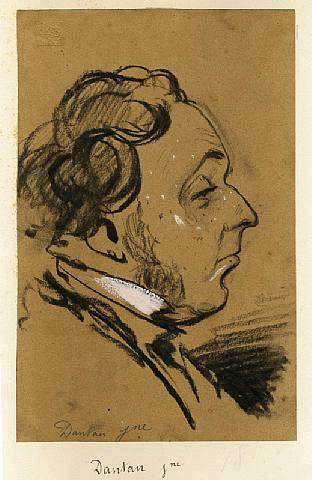
Jean-Pierre Dantan.

Jean-Pierre Dantan, född den 28 december 1800 i Paris, död den 6 september 1869 i Baden-Baden, var en fransk bildhuggare.
Dantan studerade i Rom tillsammans med sin bror, bildhuggaren Antoine Laurent Dantan, och utbildade sig till en framstående porträttskulptör. Som sådan vann han rykte i synnerhet genom sina karikatyrstatyetter, eller så kallade charger (Wellington, Talleyrand, Victor Hugo, Rossini med flera).